# ۶۰۹ (خورشیدی)
۶۰۹ ششصد و نهمین سال هجری خورشیدی است.